# Dan Sterup-Hansen
Dan Sterup-Hansen (3 de octubre de 1918 - 2 de julio de 1995) fue un pintor e ilustrador danés.

## Biografía
Nacido cerca de Holbæk en el noreste de Zelanda, Sterup-Hansen era hijo del pintor Adler Sterup Hansen. En su adolescencia, junto con su amigo Albert Mertz, pintó o dibujó escenas de Tivoli y Dyrehave que expuso en una galería de Copenhague. En 1936, después de hacer un curso preparatorio con Bizzie Høyer en la Escuela Técnica de Copenhague, ingresó en la Real Academia Danesa de Bellas Artes, beneficiándose de la enseñanza de Aksel Jørgensen y Georg Jacobsen. Estudió primero en la escuela de pintura de la Academia (1936-39) y más tarde en la escuela de arte gráfico (1943-44). Completó su educación en la escuela de André Lhote en París en 1950.
Aunque Sterup-Hansen había comenzado a exhibir en Kunstnernes Efterårsudstilling en 1936, fue el cuadro Krigsblinde (War Blind), inspirado en una procesión de víctimas ciegas de la guerra, lo que le valió la Medalla Eckersberg. Sus muchas pinturas de estaciones ferroviarias muestran cómo experimentó con este tema. Si bien sus primeros trabajos tienen un estilo lineal estricto, se volvieron cada vez más libres tanto en la línea como en la composición, como lo demuestran sus grabados de Undervandssvømmere (Underwater Swimmers, 1957).
Otras obras notables de Sterup-Hansen son el retablo en la Iglesia Vellinge (1971), que consta de seis pinturas, incluidas dos del retablo original de la iglesia. Aunque pequeñas, las pinturas están vivamente coloreadas, especialmente el marco central de la Última Cena. Otra obra notable es su Befrielsesregeringen 1945 (Liberation Government 1945) en el Palacio de Christiansborg (1985-91) que representa a políticos y a la familia real.

## Premios
En 1952, Sterup-Hansen recibió la Medalla Eckersberg y, en 1979, la Medalla Thorvaldsen . Fue condecorado como Caballero de la Orden de Dannebrog en 1967 y Caballero de primera clase en 1980.